# Verordnung (EG) Nr. 1332/2008
Die Verordnung (EG) Nr. 1332/2008 ist eine Europäische Verordnung, die die harmonisierten Bestimmungen für Lebensmittelenzyme in der Europäischen Union enthält und damit zuvor bestehende Rechtsvorschriften sowohl auf nationaler als auch auf europäischer Ebene konsolidiert und ersetzt. Durch diese Verordnung soll einerseits die Gesundheit der Menschen geschützt werden und andererseits soll sie ermöglichen, dass diese Enzyme in der gesamten EU verwendet werden können. Als europäische Verordnung ist sie unmittelbar in allen Mitgliedsstaaten gültig, die Umsetzung in nationales Recht ist nicht notwendig. Die Verordnung enthält die Anforderungen für eine EU-Liste zugelassener Enzyme, die Bedingungen für ihre Verwendung in Lebensmitteln und die Anforderungen für ihre Kennzeichnung.

## Anwendung
Durch die Verordnung (EG) Nr. 1332/2008 wird europaweit einheitlich geregelt, dass nur Enzyme verkauft und in Lebensmitteln verwendet werden dürfen, die von der EU genehmigt wurden. Deren Verwendung muss eine technologische Notwendigkeit haben, z. B. bei der Herstellung, Verarbeitung, Zubereitung oder Behandlung der Lebensmittel oder später bei deren Verpackung, Beförderung oder Lagerung. Zugelassene Lebensmittelenzyme dürfen zudem weder die Gesundheit der Verbraucher gefährden noch diese in die Irre führen.
Die Verordnung gilt nicht für Enzyme, die für den menschlichen Verzehr bestimmt sind (Beispiel Verdauungsenzyme) oder solche, die bei der Herstellung von Lebensmittelzusatzstoffen (gem. Verordnung (EG) Nr. 1333/2008) eingesetzt werden. Ebenso fallen mikrobielle Kulturen, die bei der Produktion von Lebensmitteln, wie z. B. Wein oder Käse verwendet werden und Enzyme erzeugen, nicht unter die Verordnung.
Kapitel II (Artikel 4 bis 9) enthält die Anforderungen für die Erstellung einer Gemeinschaftsliste von zugelassenen Enzymen. Die Liste der zugelassenen Enzyme soll Angaben über die Bezeichnung des Enzyms,  sonstige notwendige Angaben, die Bedingungen und Lebensmittel, denen das Enzym zugesetzt werden, sowie Beschränkungen oder spezifische Anforderungen enthalten. Durch Artikel 17 wurde der Zeitrahmen für die Anmeldung von Enzymen zur Aufnahme auf die Gemeinschaftsliste festgelegt. Die Periode begann am 11. September 2011 und wurde durch die Verordnung (EU) Nr. 1056/2012 von 24 auf 42 Monate, d. h. bis zum 11. März 2015) verlängert. In diesem Zeitraum wurden der Kommission über 300 Anmeldungen für Lebensmittelenzyme übermittelt.
Durch die große Anzahl an Registrierungsdossiers verzögerte sich die Erstellung der Gemeinschaftsliste über mehrere Jahre. Daher hat die Kommission anhand der Anmeldungen – die innerhalb der o. g. Periode erfolgten und den Anforderungen des Artikels 12 der Verordnung (EU) Nr. 234/2011 entsprechen – zunächst ein Verzeichnis aller Anmeldungen für Lebensmittelenzyme, die für die Aufnahme in die erste Unionsliste berücksichtigt werden erstellt und veröffentlicht. Anmeldungen, die nach dem Stichtag 11. März 2015 erfolgten, wurden für das Verzeichnis nicht berücksichtigt. Die Gemeinschaftsliste der Lebensmittelenzyme wird erst dann erstellt, wenn alle Stoffe, die in dem Verzeichnis enthalten sind, bewertet worden sind. Nachdem die Gemeinschaftsliste verfügbar ist, dürfen Lebensmittelenzyme, die nicht in der Liste enthalten sind, nicht mehr in der EU verwendet werden. In der Zwischenzeit gelten – unter Beachtung anderer EU-Regeln, wie etwa die Verordnung (EG) Nr. 178/2002 – weiterhin national Regelungen.
Abhängig davon, ob die Lebensmittelenzyme oder damit hergestellte Lebensmittel für den Verkauf an die Öffentlichkeit bestimmt sind oder nicht, gelten für die Kennzeichnung unterschiedliche Vorgaben. Angaben müssen dabei verständlich sein und gut sichtbar, deutlich lesbar und permanent angebracht werden.

## Aufbau der Verordnung (EG) Nr. 1332/2008
- KAPITEL I GEGENSTAND, ANWENDUNGSBEREICH UND BEGRIFFSBESTIMMUNGEN
  - Artikel 1 Gegenstand
  - Artikel 2 Anwendungsbereich
  - Artikel 3 Begriffsbestimmungen
- KAPITEL II GEMEINSCHAFTSLISTE DER ZUGELASSENEN LEBENSMITTELENZYME
  - Artikel 4 Gemeinschaftsliste der Lebensmittelenzyme
  - Artikel 5 Verbot nichtkonformer Lebensmittelenzyme und/oder nichtkonformer Lebensmittel
  - Artikel 6 Allgemeine Bedingungen für die Aufnahme von Lebensmittelenzymen in die Gemeinschaftsliste
  - Artikel 7 Inhalt der Gemeinschaftsliste der Lebensmittelenzyme
  - Artikel 8 Lebensmittelenzyme, die in den Anwendungsbereich der Verordnung (EG) Nr. 1829/2003 fallen
  - Artikel 9 Auslegungsentscheidungen
- KAPITEL III KENNZEICHNUNG
  - Artikel 10 Kennzeichnung von Lebensmittelenzymen und Lebensmittelenzym-Zubereitungen, die nicht für den Verkauf an Endverbraucher bestimmt sind
  - Artikel 11 Allgemeine Anforderungen an die Kennzeichnung von Lebensmittelenzymen und Lebensmittelenzym-Zubereitungen, die nicht für den Verkauf an den Endverbraucher bestimmt sind
  - Artikel 12 Kennzeichnung von Lebensmittelenzymen und Lebensmittelenzym-Zubereitungen, die für den Verkauf an Endverbraucher bestimmt sind
  - Artikel 13 Sonstige Kennzeichnungserfordernisse
- KAPITEL IV VERFAHRENSVORSCHRIFTEN UND DURCHFÜHRUNG
  - Artikel 14 Informationspflichten
  - Artikel 15 Ausschuss
  - Artikel 16 Gemeinschaftliche Finanzierung der Harmonisierung
- KAPITEL V ÜBERGANGS- UND SCHLUSSBESTIMMUNGEN
  - Artikel 17 Erstellung der Gemeinschaftsliste der Lebensmittelenzyme
  - Artikel 18 Übergangsmaßnahmen
  - Artikel 19 Änderung der Richtlinie 83/417/EWG
  - Artikel 20 Änderung der Verordnung (EG) Nr. 1493/1999
  - Artikel 21 Änderung der Richtlinie 2000/13/EG
  - Artikel 22 Änderung der Richtlinie 2001/112/EG
  - Artikel 23 Änderung der Verordnung (EG) Nr. 258/97
  - Artikel 24 Inkrafttreten

## Ergänzende Vorschriften
Ergänzt wird diese Verordnung durch weitere EU-Verordnungen, die die Zugabe von Substanzen zu Lebensmitteln regeln, wie
- die Verordnung (EG) Nr. 1331/2008 über ein einheitliches Zulassungsverfahren für Lebensmittelzusatzstoffe, -enzyme und -aromen.[5]
- die Verordnung (EG) Nr. 1333/2008 über Lebensmittelzusatzstoffe
- die Verordnung (EG) Nr. 1334/2008 über Aromen und bestimmte Lebensmittelzutaten mit Aromaeigenschaften
- die Verordnung (EG) Nr. 1925/2006 (Anreicherungsverordnung), über die Zugabe von Vitaminen und Mineralstoffen
- die Verordnung (EU) 2015/2283 über neuartige Lebensmittel[6]
- die Verordnung (EU) 2019/934 über die zugelassenen Zusatzstoffe für Wein[7]